# Татуювальник Аушвіцу
«Татуювальник Аушвіцу» — (англ. The Tattooist of Auschwitz) — роман австралійської сценаристки та письменниці Гізер Морріс, виданий 11 січня 2018 року у Великій Британії видавництвом Bonnier Zaffre. Українською мовою перекладено 2019 року Ольгою Захарченко та видано того ж року видавництвом «Книголав».

## Сюжет
У 1942 році влада Словаччини під тиском Третього Рейху наказує кожній єврейській родині відправити одну дитину на роботу в Німеччину. Лалі (Людвіґ Айзенберг) має брата, у якого дружина та двоє дітей, тому він добровільно зголошується залишити батьківський дім. Через декілька днів подорожі у вагоні для перевезення худоби словацькі євреї дійсно зупинилися перед воротами з написом "Arbeit macht frei" ("Праця робить вільним"). Це Аушвіц, один із найбільших таборів смерті. Лалі знав багато мов, тож йому вдалося влаштуватися татуювальником — дряпати цифри на руках в'язнів. Одного дня у черзі на татуювання стояла молода дівчина Ґіта, налякана й розгублена. Для Лалі це було кохання з першого погляду. Він заповзявся не тільки вижити, але й будь-якою ціною захистити її. Так почалася одна з найбільш життєствердних, відважних, зворушливих історій про Голокост: історія кохання татуювальника Аушвіцу.

## Ключові персонажі
- Лалі — Людвіґ Айзенберг(після закінчення Другої Світової війни — Людвіґ Соколов), в'язень № 32407, тетувірер (татуювальник)
- Ґіта — Ґізела Фурман, ув'язнена № 34902, співробітниця адміністративної будівлі табору
- Пепан — тетувірер
- Леон — помічник Лалі
- Барецкі — охоронець Лалі
- Шварцгубер — старший комендант табору
- Менґеле — головний лікар табору
- Цилька — подруга Ґіти; під час перебування в таборі підтримувала інтимні стосунки з Шварцгубером

## Про автора
Гізер Морріс — уродженка Нової Зеландії, пізніше переїхала жити до Австралії. Протягом кількох років, працюючи у великій державній лікарні в Мельбурні, вона вчилася й писала п'єси, одна з яких отримала нагороду від Американської кіноакадемії. У 2003 році, після смерті Ґіти, її познайомили з Людвіґом Соколовим, який "мав історію, варту того, щоб її розповісти". Протягом трьох років двічі-тричі на тиждень записувала інтерв'ю, які після смерті Лалі оформила у вигляді сценарію, а пізніше — роману.

## Критика
Середня оцінка 380 тисяч читачів на сайті Goodreads  4,3 з максимальних 5.
Водночас офіційний твіттер Меморіалу Аушвіцу "не може рекомендувати для прочитання книгу тим, хто хоче зрозуміти історію табору". 
Англійська газета The Guardian опублікувала у грудні 2018 року статтю   з розбором історичних та фактологічних помилок. Наприклад, під зазначеними в книзі номерами в архівах Аушвіцу значаться інші в'язні. Також епізод, де Лалі просить знайти пеніцилін для захворівшої на тиф Ґіти, є неможливим, бо станом на 1942 рік пеніцилін не використовувався для лікування тифу, і взагалі був відсутнім на фармакологічному ринку Європи, хоча дійсно набув широкого розповсюдження до кінця Другої Світової війни у 1945 році. 
Однак авторка Гізер Морріс стверджує, що на 95% опубліковане у книзі відповідає розповідям Людвіґа Соколова (який почав розповідати свою історію у віці 87 років), і лише 5% є художнім вимислом, та наголошує, що цей роман "не є романом про концтабір Аушвіц зокрема чи Голокост загалом, а романом про історію життя і кохання двох людей під час Голокосту, які перебували в концтаборі Аушвіц". 